# Anisacate-Villa La Bolsa-Villa Los Aromos
Se denomina  Anisacate - Villa La Bolsa - Villa Los Aromos - Alta Gracia - Villa del Prado a la aglomeración urbana que se extiende entre las localidades argentinas de Anisacate, Villa La Bolsa, Villa Los Aromos y otras localidades menores dentro del Departamento Santa María, provincia de Córdoba, unos 10 km al sur de la ciudad de Alta Gracia.

## Población
Cuenta con 14,175 habitantes (Indec, 2022). En el anterior censo contaba con 6,396 habitantes (Indec, 2010), lo que representa un incremento del 121.62%.
| Localidad          | Población (2022) | Población (2010) | Población (2001) | Población (1991) |
| ------------------ | ---------------- | ---------------- | ---------------- | ---------------- |
| Anisacate          | 8.528            | 2.991            | 2.010            | 1.226            |
| Villa La Bolsa     | 1.456            | 995              | 753              | [ 4 ]            |
| Villa Los Aromos   | 1.546            | 1.364            | 724              | [ 4 ]            |
| La Serranita       | 589              | 430              | 417              | [ 4 ]            |
| Valle de Anisacate | 1.829            | 487              | 234              | [ 5 ]            |
| La Rancherita      | 227              | 129              | 53               | [ 4 ]            |
| Total              | 14.175           | 6.396            | 4.191            | 1.226            |